# Benennung
Eine Benennung ist die Bezeichnung eines Gegenstandes durch ein Wort oder mehrere Wörter. Die Benennung gilt in der Sprachwissenschaft und in der Terminologielehre als die sprachliche Form, mit der Begriffe ins Bewusstsein gerufen werden. Eine Benennung ist insofern die Versprachlichung einer Vorstellung. Der weiter gefasste Oberbegriff Bezeichnung beinhaltet demgegenüber, neben der Benennung, auch nichtsprachliches, wie Nummern, Notationen und Symbole. Bei einer fachsprachlichen Benennung spricht man auch von einem Fachausdruck oder Terminus. Benennungen kommen als Einwort- und als Mehrwortbenennungen, auch Mehrworttermini genannt, vor.
Die Beziehungen zwischen Benennung (auch Bezeichnung, Zeichen usw.) zu Begriff (auch Inhalt, Bedeutung usw.) zu Gegenstand (auch Objekt, Bezeichnetes usw.) werden in Semiotik und Sprachwissenschaft im Semiotischen Dreieck veranschaulicht.

## Einwort- und Mehrwortbenennungen
Fachsprachliche Einwortbenennungen existieren als:
- Simplizia (Stammwörter), beispielsweise: Schalter, Taster, Griff[2]
- Komposita (zusammengesetzte Wörter), beispielsweise: Schraubstock, Rolltreppe, Fahrstuhl[2]
- Derivate (abgeleitete Wörter), beispielsweise: Verbindung, Zähigkeit, Umzäunung[2]

Eine Mehrwortbenennung, auch Mehrwortterminus genannt, ist eine Benennung durch mindestens zwei getrennt geschriebene Wörter. Diese bilden eine syntaktische Einheit. Die jeweiligen Einzelwörter können wiederum Komposita sein. Beispiele für Mehrwortbenennungen sind: Gaußsche Glockenkurve, torque converter und roulement à aiguilles Oder auch: abgesetzter Linsensenkkopf, nackte Elektrode, Scheibe mit Vierkantloch, Aufstecksechskant mit Griff.

## Anforderungen an Benennungen
Die DIN 2330 Begriffe und Benennungen; Allgemeine Grundsätze stellt die Anforderung, dass Benennungen sprachlich richtig und treffend sein sollen und fordert insbesondere:
- Genauigkeit von Benennungen
- Knappheit von Benennungen
- Orientierung am anerkannten Sprachgebrauch

Bei einer eindeutigen Beziehung zwischen einem Begriff und einer Benennung ist jedem sprachlichen Ausdruck jeweils nur ein Inhalt zugeordnet. Hierbei kann allerdings derselbe Inhalt auch durch einen oder mehrere andere Ausdrücke wiedergegeben werden. Bei einer eineindeutigen oder umkehrbar eindeutigen Beziehung ist jedem Ausdruck nur ein Inhalt und jedem Inhalt nur ein Ausdruck zugeordnet. Insofern heißt es in der DIN 2330 bezüglich der „Genauigkeit von Benennungen“:
„Genauigkeit von Benennungen wird dadurch erreicht, daß zwischen einem Begriff und einer Benennung möglichst eine eineindeutige Beziehung hergestellt wird, d. h. jedem Begriff möglichst nur eine Benennung und jeder Benennung nur ein Begriff zugeordnet wird.“
Diese Anforderungen beziehen sich auf Fachsprachen. In der sog. Gemeinsprache gilt Eindeutigkeit oder Eineindeutigkeit weder als realisierbar, noch als wünschenswert, da hier die Flexibilität eine große Rolle spielt.
Probleme bei der Zuordnung von Begriff und Benennung ergeben sich, insbesondere für Fachsprachen, aus:
- Synonymie: zwei oder mehr Benennungen sind einem Begriff zugeordnet.[9]
- Polysemie: die Benennung ist mehrdeutig, zwischen den betroffenen Bedeutungen besteht allerdings ein Zusammenhang, im Deutschen vergleichsweise häufig.[9]
- Homonymie: die Benennung ist mehrdeutig, zwischen den betroffenen Bedeutungen besteht kein Zusammenhang, im Deutschen vergleichsweise selten.[9]

## Bildung von Benennungen
In den Fachsprachen gibt es verschiedene Methoden der Benennungsbildung:
- Terminologisierung: Ein vorhandenes Wort der Allgemeinsprache erhält in einer Fachsprache (oder mehreren) eine ganz bestimmte Bedeutung.[10] Zur Terminologisierung zählt auch die Metonymie, wenn beispielsweise aus der Werkstoffbezeichnung Glas die Bezeichnung des Behälters wird, oder Personennamen zur Bezeichnung von physikalischer Begriffe benutzt werden (Volt, Hertz, Newton).[10]
- Wortzusammensetzung bzw. Mehrwortbenennung: Neue Benennungen entstehen durch Zusammensetzung (Komposita) bzw. Aneinanderreihung in Wortgruppen (Mehrwortbenennungen).[10]
- Wortableitung: Ein Stammwort wird mit (mindestens) einem Ableitungselement (Präfix, Suffix) verbunden, beispielsweise Prüf/er, Ver/bind/ung.[10]
- Konversion: Der Wechsel von einer Wortklasse in eine andere, beispielsweise vom Infinitiv zum Substantiv das Pflügen.[10]
- Entlehnung und Lehnübersetzung: Die unveränderte bzw. weitgehend unveränderte Übernahme aus einer anderen Sprache (Entlehnung) spielt vor allem in Naturwissenschaft und Technik eine große Rolle.[10] Hier gilt in den letzten Jahrzehnten insbesondere das Englische als Ausgangssprache für Entlehnungen in viele andere Sprachen als bedeutsam.[10] Bei der Lehnübersetzung werden die einzelnen Elemente in die Zielsprache übersetzt, die Struktur der Benennung bleibt dabei bestehen, beispielsweise machine aided translation (en) in maschinengestützte Übersetzung (de).[10]
- Wortkürzung: Abkürzungen entstehen, wenn Benennungen nicht voll ausgeschrieben werden.[10] Ein Initialwort (Akronym) kann als Sprechkürzung (kann wie ein Wort ausgesprochen werden, beispielsweise Laser) oder als Buchstabierkürzung (LKW) vorliegen.[10] Ein Silbenwort (auch Silbenkurzwort) ist die Abkürzung der Bestimmungsform und der Grundform einer Wortzusammensetzung (Kompositum) zu einem neuen Lexem (Kripo für Kriminalpolizei).[11]

Demgegenüber spielt die Wortneubildung fast keine Rolle.